# 1897 en Belgique
Chronologie de la Belgique
- 1893
- 1894
- 1895
- 1896
- 1897
- 1898
- 1899
- 1900
- 1901

Cette page recense des événements qui se sont produits durant l'année 1897 en Belgique.

## Événements

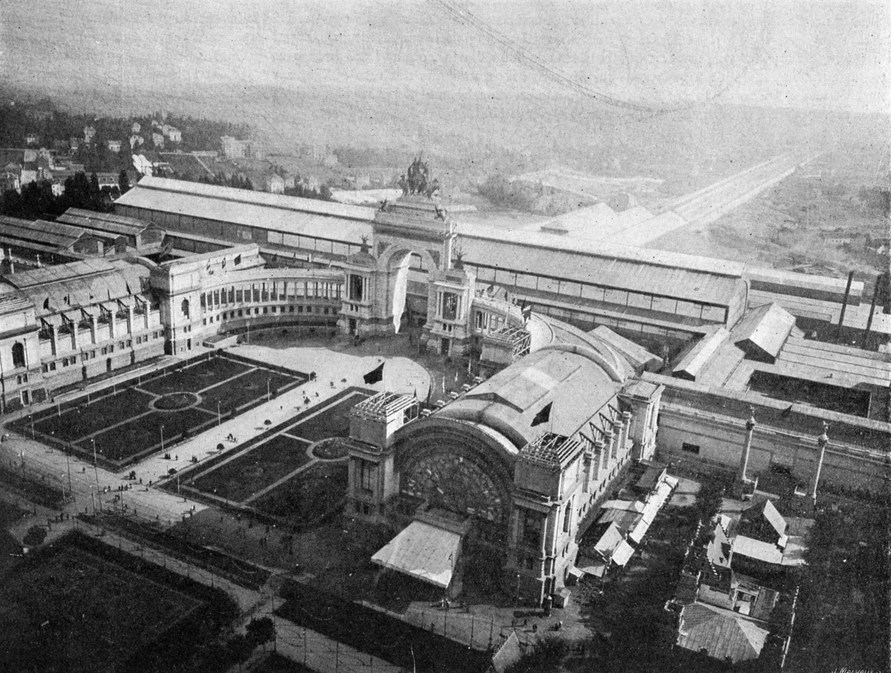
Vue du Palais du Cinquantenaire lors de l’Exposition internationale de Bruxelles de 1897.

- Du 10 mai au 8 novembre : exposition internationale de Bruxelles[1].
- 16 août : départ d’Anvers de l’expédition antarctique belge[1].

## Culture

### Architecture

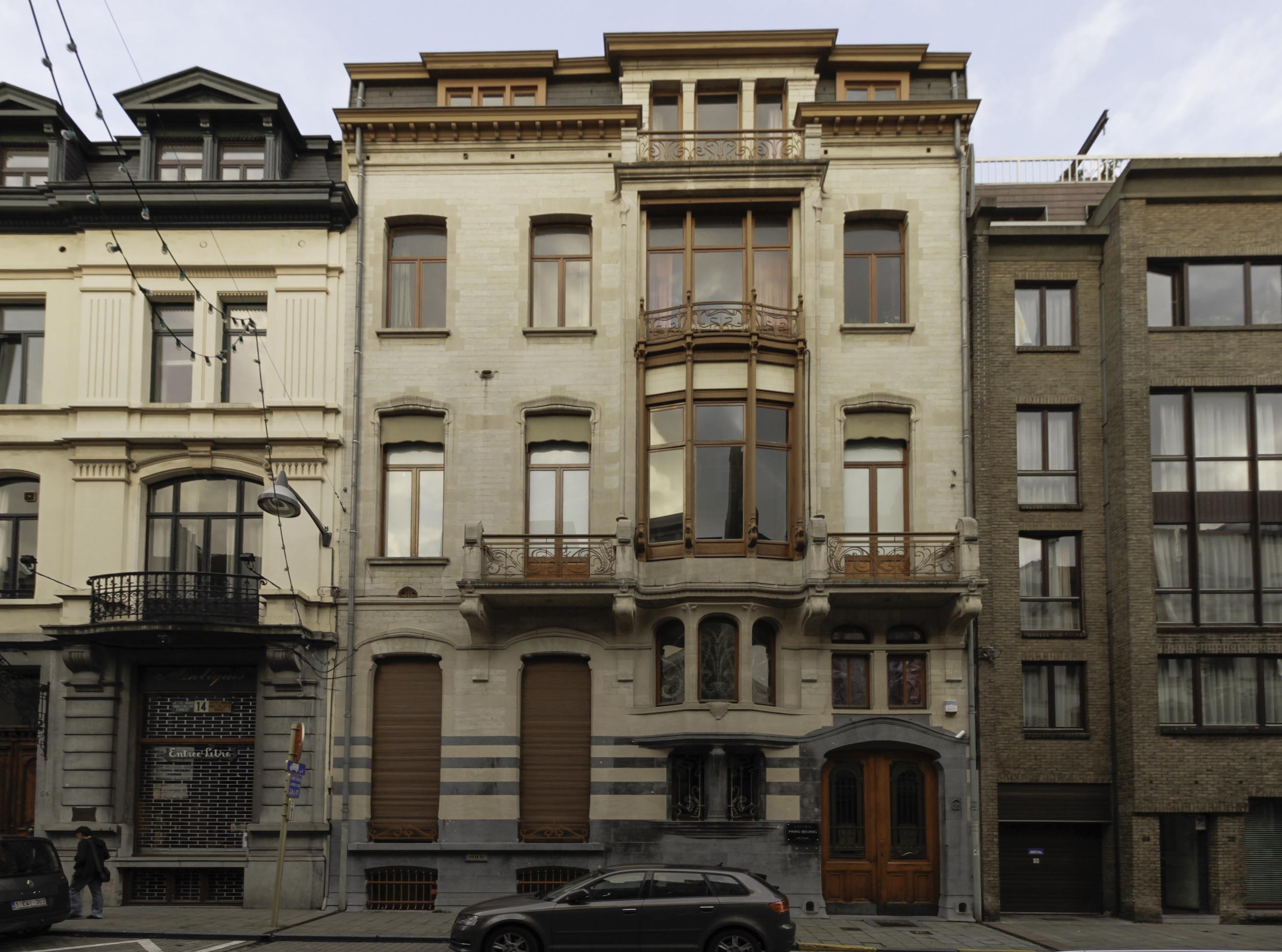
L'Hôtel Winssinger (Art nouveau, Victor Horta)
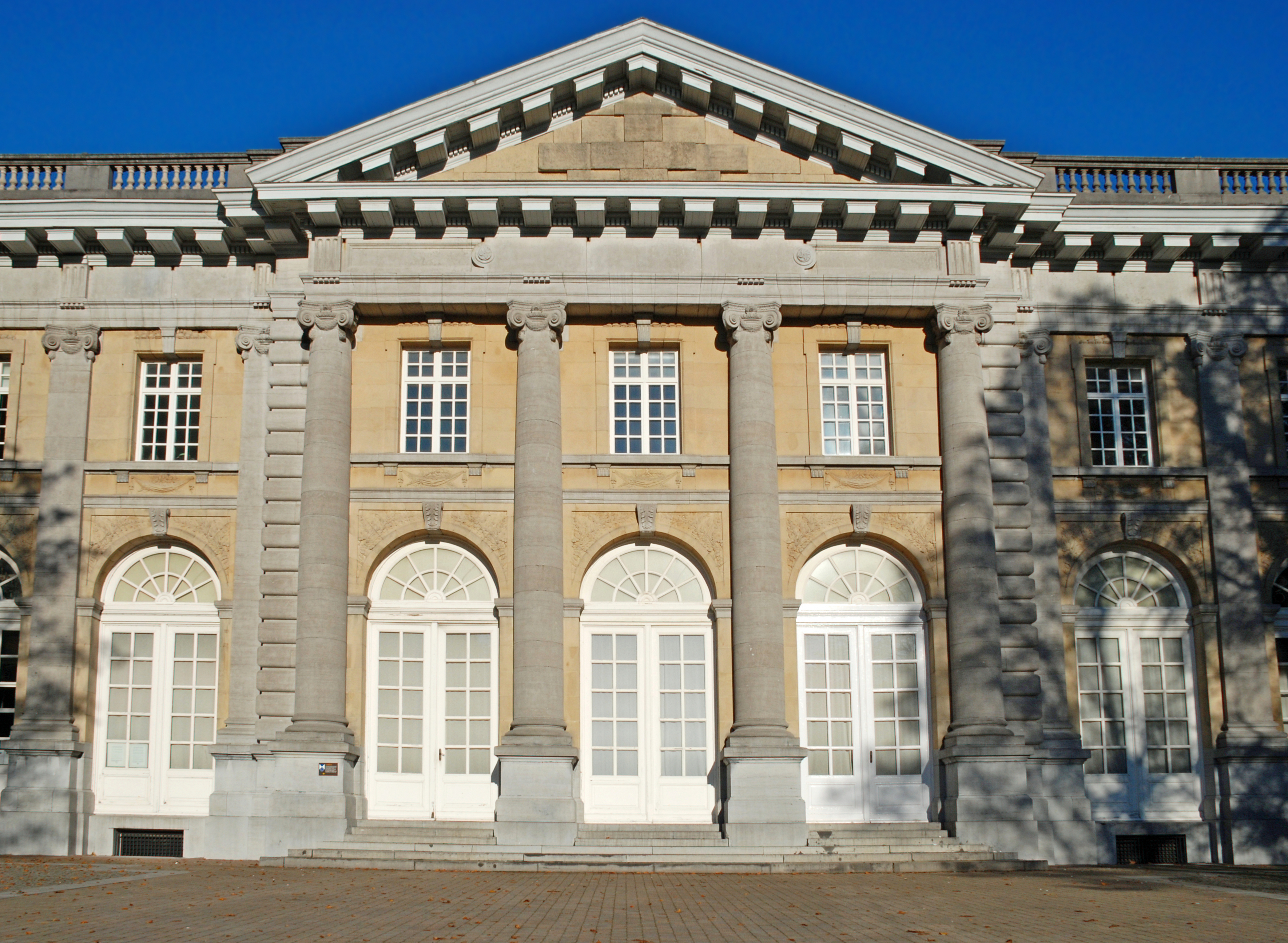
Palais des Colonies à Tervuren (style néoclassique, Alfred-Philibert Aldrophe)

### Littérature
- La nuit, recueil d'Iwan Gilkin[2].
- Tes père et mère, pièce de Gustave Vanzype[3].

### Sculpture
- Le sculpteur Henri Boncquet remporte le premier prix de Rome belge[4].

## Sciences
- Expédition antarctique belge

## Naissances
- 24 janvier : Fernand Ledoux, acteur († 21 septembre 1993).
- 18 décembre : Fernand Collin, avocat et homme d'affaires († 11 décembre 1990).